# Patrick Snijers

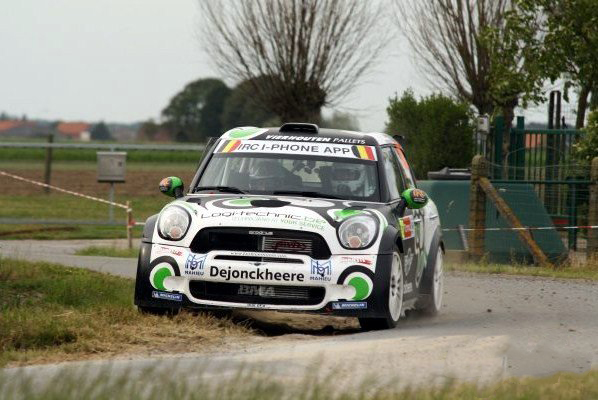
Patrick Snijers met Johan Gitsels met Logi-technic MINI (Countryman Cooper S) tijdens Rally van Ieper

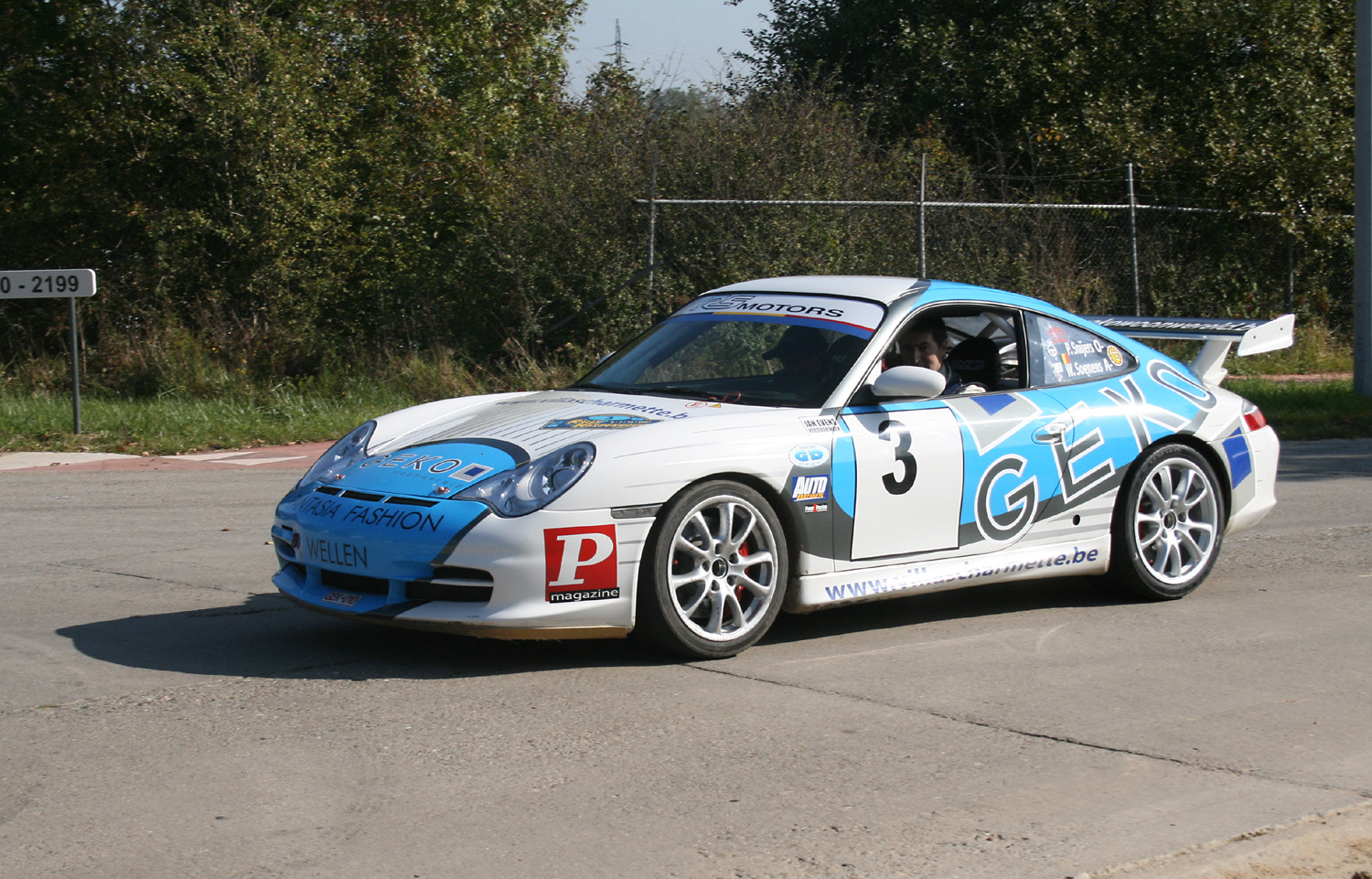
Patrick Snijers in een Porsche 911 GT3 tijdens de Haspengouwrally 2007

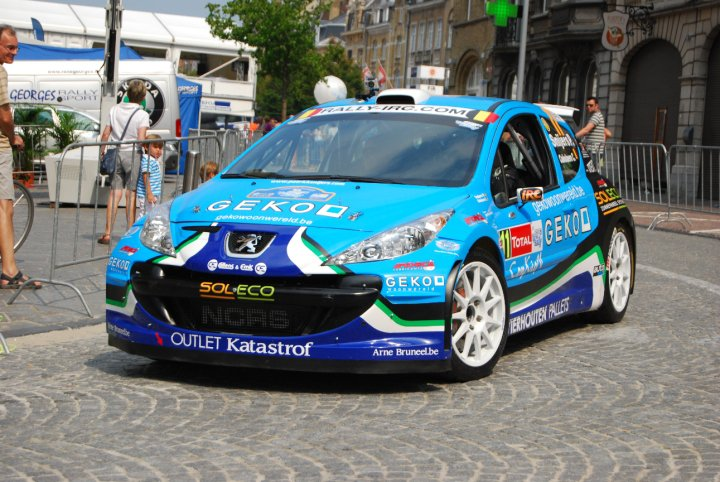
De Peugeot 207 S2000 in Ieper, van Patrick Snijers tijdens de GEKo Ypres Rally 2010.

Patrick Snijers (Alken, 29 januari 1958), ook bekend als "De Lange", is een Belgisch rallyrijder. Tot hij in 2012 door Pieter Tsjoen onttroond werd, was Snijers recordhouder met zeven Belgische rallytitels; hij won ook eenmaal het Nederlands en Europees kampioenschap. Hij reed enige tijd rond in het Wereldkampioenschap Rally. Zowel in 2015 als in 2018 behaalde hij de Belgische titel in de GT-klasse.
Snijers debuteerde in 1977 in de rallysport met de steun van Gilbert Staepelaere als een van “de drie musketiers” (de drie erg getalenteerde jonge Belgische piloten Robert Droogmans, Marc Duez en Patrick Snijers). Het jaar daarop won hij zijn eerste rally. Met Porsche won hij in 1983 voor het eerst het Belgisch kampioenschap en vervolgens ook het jaar daarop. Hij stapte in 1985 over naar Lancia, waar hij met de Rally 037 zijn derde titel binnen haalde. In 1987 reed Snijers met de Lancia Delta HF 4WD. In 1988 werd hij met een BMW M3 van Prodrive tweede in de strijd om het Europees kampioenschap. Wederom won hij de Belgische titel. In 1989 reed hij met de Celica GT4WD voor het semi-officiële Toyota Team, onder andere in het WK-Rally, zonder groot succes. Met Ford was hij in de jaren negentig succesvol voor het Ford Bastos rallyteam met de Ford Sierra Cosworth 4×4 en vanaf 1993 tot 1999 met de Ford Escort RS Cosworth.
Naast nog drie Belgische titels won hij het Nederlands kampioenschap in 1992 en greep de dubbel in 1994, toen hij zowel kampioen van België als Europa werd. Het jaar daarvoor behaalde hij zijn beste WK-resultaat met een tweede plaats in de San Remo Rally, achter het stuur van een Ford Escort RS Cosworth.
Na zijn grote successen in de jaren ‘80 en ‘90 blijft Patrick jaar na jaar budgetten sprokkelen voor mooie rallymomenten in de subtop. In 2009 rijdt hij het kampioenschap met een Subaru Impreza S12 WRC gesponsord door onder andere GEKO-woonwereld. Hij verspeelt echter de titel in de laatste wedstrijd, waar hij van de baan ging, iets wat zelden gebeurt bij Patrick Snijers. In 2010 komt hij met verschillende wagens aan de start en behaalt hij de 3de plaats in het eindklassement.
In 2011 staat hij er opnieuw helemaal. Samen met Johan Gitsels vormt hij het Logi-technic Racing Team. Tijdens de eerste wedstrijd (Geko Ypres Rally) met de MINI Countryman Cooper S haalden ze een verdienstelijke 5de plaats, nadat ze even dicht bij de derde podiumplaats konden komen. In 2011 behaalt hij de 4de plaats in het BRC, in 2012 de 2de plaats.
In 2013 wint hij met de Porsche 997 GT3 de East Belgian Rally, een ongezien resultaat met deze wagen. Na een seizoen met de BMW 130i in 2014, komt hij in 2015 opnieuw aan de start van het BRC met een Porsche 997 GT3 en dat met een volledig programma. Hij behaalt dat jaar de GT-titel. 
Ook in 2018 rijdt hij, na een aantal ‘minder actieve’ jaren, een volledig seizoen in het BRC, opnieuw met de Porsche 997 GT3 ditmaal  in de kleuren van Maes Containers, met mooie successen tot gevolg: de Belgische titel in de GT-klasse en een 4de plaats in het algemeen klassement.

## Overzicht

### Actieve jaren in WK

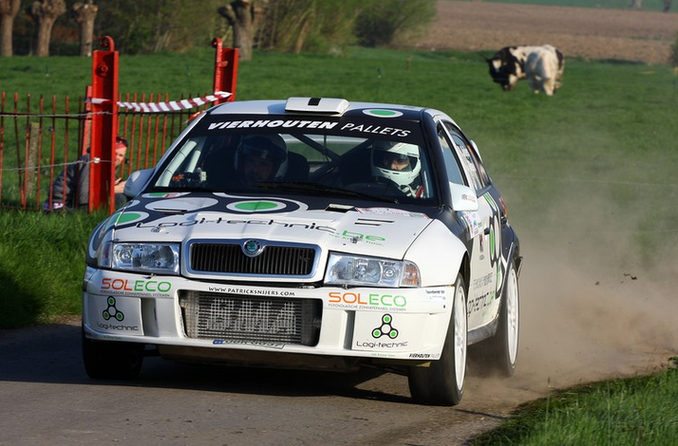
Patrick Snijers & Johan Gitsels (team Logi-technic) in de Skoda Octavia WRC op de TAC Rally in Tielt

| Seizoen | Team   | Navigator                        | Positie in WK |
| ------- | ------ | -------------------------------- | ------------- |
| 1979    | Ford   | Eric Symens                      | -             |
| 1989    | Toyota | Dany Colebunders                 | 28            |
| 1993    | Ford   | Dany Colebunders                 | 18            |
| 1995    | Ford   | Dany Colebunders                 | -             |
| 1998    | Ford   | Daniel de Canck Dany Colebunders | -             |

### Palmares
- 1983 - Belgisch kampioen
- 1984 - Belgisch kampioen
- 1985 - Belgisch kampioen
- 1988 - Belgisch kampioen
- 1991 - Belgisch kampioen
- 1992 - Nederlands kampioen
- 1993 - Belgisch kampioen
- 1994 - Belgisch kampioen
- 1994 - Europees kampioen
- 2015 - Belgisch kampioen in de GT-klasse
- 2018 - Belgisch kampioen in de GT-klasse

## Trivia
- Snijers deed mee aan de tweede editie van het vrt-programma eeuwige roem. Hij eindigde op de negende plaats.